# TCSEC

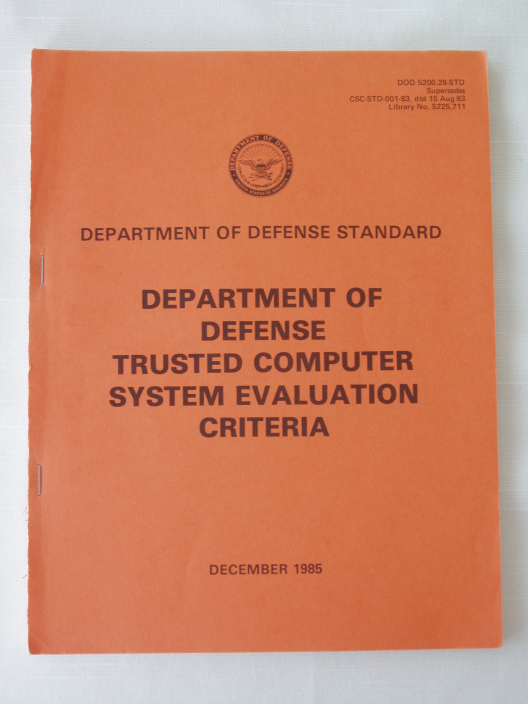
TSCEC w postaci pomarańczowej książeczki

Trusted Computer System Evaluation Criteria (TCSEC, Orange Book) – dokument powstały z inicjatywy Agencji Bezpieczeństwa Narodowego Departamentu Obrony USA oraz Narodowego Biura Standaryzacji. Wydany w 1983 roku w postaci pomarańczowej książeczki, której zawdzięcza swoją nieoficjalną nazwę. Dokument ten opisuje podstawowe wymagania, jakie muszą spełnić środki ochrony w systemie komputerowym do przetwarzania informacji podlegającej ochronie. Dokument został zaktualizowany w roku 1985, a następnie zastąpiony przez międzynarodowy standard Common Criteria.
TCSEC koncentruje się głównie na zapewnieniu poufności informacji.
Wyróżnia się w nim 4 poziomy kryteriów oznaczone D, C, B, A. Dla każdego z nich, poza D, określono pewną liczbę klas oceny.
- D – ochrona minimalna (ang. Minimal Protection)
- C1 – ochrona uznaniowa (ang. Discretionary Protection)
- C2 – ochrona z kontrolą dostępu (ang. Controlled Access Protection)
- B1 – ochrona z etykietowaniem (ang. Labeled Security Protection)
- B2 – ochrona strukturalna (ang. Structured Protection)
- B3 – ochrona przez podział (ang. Security Domains)
- A1 – konstrukcja zweryfikowana (ang. Verified Design)

Obowiązuje tzw. zasada kumulacji możliwości, zgodnie z którą środki ochrony spełniające wymagania wyższego poziomu, spełniać muszą również wymagania poziomu niższego.
Standard ten, w odróżnieniu od późniejszych (ITSEC, CC), wskazywał konkretne środki techniczne, jakie mają być użyte dla osiągnięcia pożądanych poziomów bezpieczeństwa.